# Charlie Sheen
Carlos Irwin Estévez (Nueva York, 3 de septiembre de 1965), conocido artísticamente como Charlie Sheen, es un actor estadounidense de cine y televisión.
Su padre, Martin Sheen, y sus hermanos, Emilio Estévez, Ramón Estévez y Renée Estévez, también se dedican profesionalmente al mundo de la interpretación.
Entre sus interpretaciones más conocidas están la de Chris Taylor en el drama de la guerra de Vietnam de 1986 Platoon, la de Jake Kesey en la película (también de 1986) The Wraith y la de Bud Fox en la película de 1987 Wall Street. Su carrera también incluye películas cómicas como Major League, Hot Shots!, Hot Shots! 2, Scary Movie 3, Scary Movie 4 y Scary Movie 5. En televisión, Sheen es conocido por sus papeles en tres series:
como Charlie Crawford en Spin City, 
Charlie Harper en Dos hombres y medio y como 
Charlie Goodson en Anger Management.
En el año 2010, Sheen fue el actor mejor pagado de la televisión: en cada episodio de la serie Dos hombres y medio ganó 1,8 millones de dólares.
La prensa se ha hecho amplio eco de la vida personal de Sheen, incluyendo diversos informes sobre abuso de alcohol y drogas, problemas matrimoniales, así como denuncias de violencia doméstica.
El 7 de marzo de 2011, las empresas CBS y Warner Bros lo despidieron de su papel en Dos hombres y medio.
Charlie Sheen volvió a la televisión el 28 de junio de 2012 con Anger Management, comedia transmitida por el canal FX y por FDF en España.
El 17 de noviembre de 2015, Sheen reveló públicamente que es VIH positivo, ya que le habían diagnosticado la enfermedad unos cuatro años antes. La divulgación pública dio como resultado que 125 millones de personas buscaran información sobre el VIH en Google, lo que aumentó la conciencia y algunas pruebas que se llamaron «efecto Charlie Sheen».

## Primeros años
Sheen nació en Nueva York (Estados Unidos), con el síndrome del bebé azul, por lo que necesitó atención médica inmediata. Es el tercero de los cuatro hijos de la actriz Janet Templeton y del actor Martin Sheen, en ascenso por aquel entonces. Tiene dos hermanos mayores, Emilio Estévez y Ramón Estévez, y una hermana menor, Renée Estévez, todos actores. Su familia y amigos lo apodaron Charlie.
Su padre Martin adoptó su nombre artístico en honor al arzobispo católico y teólogo Fulton J. Sheen
Sus padres se mudaron a Malibú, California, después de la actuación de Martin Sheen en Broadway en The Subject Was Roses, obra que le dio fama y le permitió proyectar su carrera en cine y televisión.
Desde muy joven, Charlie mostró mucho interés por el mundo de la actuación. Su primera experiencia en este campo le llegó en 1974, a los nueve años de edad, cuando realizó un pequeño papel junto a su padre en la película para televisión The Execution of Private Slovik.
En 1979, Charlie se trasladó junto al resto de su familia a Filipinas, debido al papel que su padre, Martin Sheen, había obtenido en la película de Francis Ford Coppola Apocalypse Now.
Para Charlie y sus hermanos la experiencia fue toda una aventura, pero para su padre, su papel en la película lo llevó a un extremo de fatiga tal, que después de terminada la producción Martin sufrió un ataque cardíaco del que se pudo recuperar con éxito; mientras tanto, Apocalypse Now se convertía en un éxito de taquilla y crítica, impulsando la carrera de Martin Sheen y permitiéndole asentarse con su familia en California.
En el Santa Monica High School, en Santa Mónica, California, donde su pasión por el béisbol lo llevó a convertirse en el lanzador estrella y campocorto del equipo de béisbol, mostró un temprano interés en la actuación, haciendo películas amateur de Super 8 con su hermano Emilio y sus amigos de la escuela Rob Lowe y Sean Penn bajo su nombre de nacimiento. Unas semanas antes de la graduación, Sheen fue expulsado de la escuela por malas calificaciones y asistencia. Decidiendo convertirse en actor, tomó el nombre artístico de Charlie Sheen. Su padre había adoptado el apellido Sheen en honor del arzobispo y teólogo católico Fulton J. Sheen, mientras que Charlie era una forma inglesa de su nombre de pila Carlos.

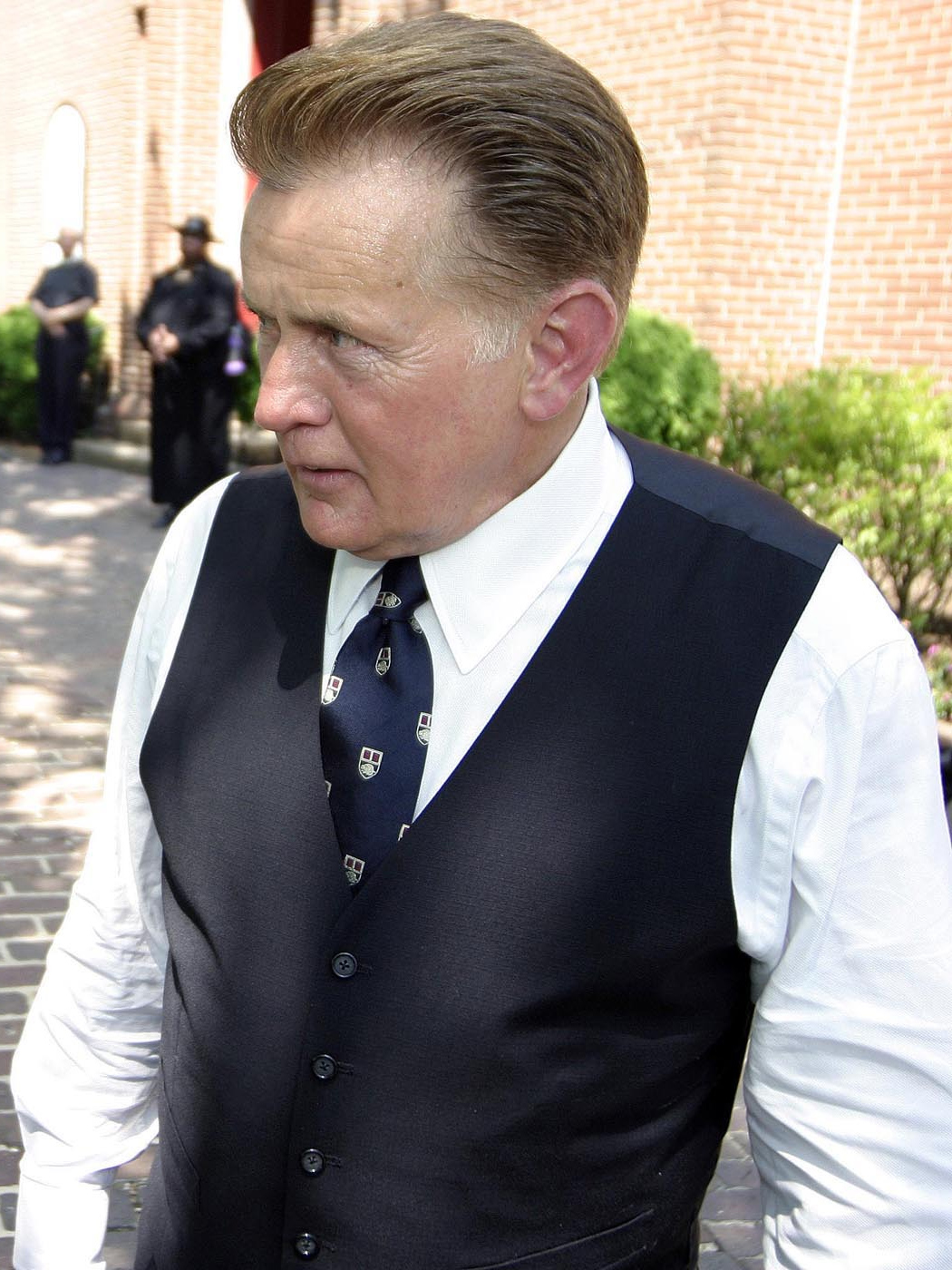
Martin Sheen, padre de Charlie Sheen.

## Carrera
Sheen comenzó su carrera en medio de una encrucijada: había sido expulsado de la universidad y su futuro era incierto, por lo que la actuación se convirtió en su única esperanza. Jugó sobre seguro, esperando que el apellido de su padre le abriera puertas. Se cambió el nombre de Carlos Irwin Estévez por el de Charlie Sheen y se presentó a numerosas audiciones.
Se sorprendió al encontrar trabajo casi de inmediato, obteniendo en 1984 un papel en el drama adolescente sobre la guerra fría Amanecer rojo, actuando junto a Patrick Swayze, C. Thomas Howell, Lea Thompson y Jennifer Grey. Esta película fue en extremo polémica, pues narraba la historia de una invasión por parte de la URSS a Estados Unidos y el comienzo de la Tercera Guerra Mundial. La polémica alimentó el éxito comercial del filme, que cosechó más de 42 millones de dólares estadounidenses, cuando su elaboración había costado solo 4,2 millones. En esta película, Sheen interpretó a una auténtica paradoja, un estudiante convertido en guerrillero. Durante esta cinta, Charlie desarrolló una gran amistad con Jennifer Grey y de hecho, posteriormente, Sheen y Grey aparecieron juntos en una pequeña escena en Ferris Bueller's Day Off en 1986.
Su segunda gran victoria llegó a finales de 1986 con la película Lucas, el primer filme de Winona Ryder, en el cual Sheen interpretaba a una joven estrella del deporte que, a pesar de su estatus de popularidad, es sentimental y moralista, por lo cual centra su atención en ayudar y proteger al protagonista de la manera más noble posible. Este papel le valió la aclamación de la crítica y le aseguró un segundo golpe al bastión de Hollywood, afirmándose que «había robado el protagonismo» con su interpretación.
En 2015 participó junto a Jean-Claude Van Damme, en el videoclip de Dimitri Vegas y Like Mike The Hum.

### PlatoonyWall Street

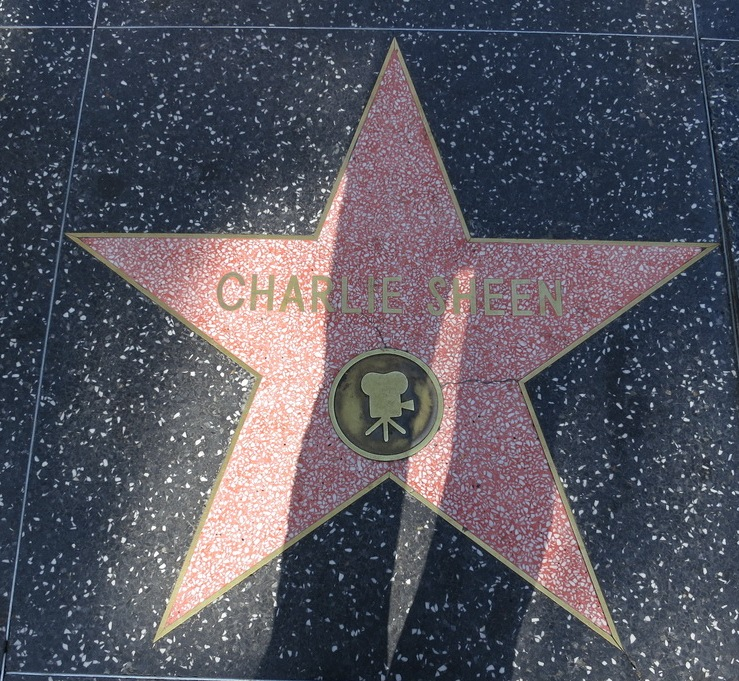
Estrella de Charlie Sheen en el Paseo de la fama de Hollywood.

Su primer gran papel como protagonista fue en la película Platoon, en 1986, dirigida por Oliver Stone, en la que compartía créditos con Tom Berenger y William Dafoe. Esta película era un drama acerca de la Guerra de Vietnam y, para su realización, los actores fueron sometidos a un duro entrenamiento, que fue dirigido por un capitán retirado, de nombre Dale Dye, a quien Stone contrató para asegurarse de que sus actores se acostumbraran al contexto histórico.
Una vez finalizada, la película se estrenó con excelentes críticas y reventando la taquilla. La cinta, que había costado 6,5 millones de dólares, recaudó más de 131 millones. Además, contó con nueve nominaciones a los Premios Óscar, de las que ganó cuatro. Obtuvo asimismo el Globo de Oro y el BAFTA, entre otros galardones.
Como resultado de este superéxito, Charlie Sheen se convirtió en el rostro joven más conocido de Hollywood, apareciendo simultáneamente en las portadas de las revistas Us y People, además de comenzar a recibir numerosas ofertas de trabajo para múltiples producciones, todas de alto perfil. La avalancha de propuestas alimentó el lado más materialista del actor, que comenzó a decantarse por aquellos proyectos con un claro potencial en taquilla frente a los que presentaban una mayor calidad artística.
En 1987 protagonizó Wall Street, también de Oliver Stone, quien percibiendo la actitud materialista de Charlie comprendió que era el indicado para desempeñar el papel de un ambicioso corredor de Bolsa de nombre Bud Fox. En la película, este personaje buscaba ascender en el mundo de las finanzas, para lo cual se alía con un poderoso magnate, Gordon Gekko, interpretado por Michael Douglas, que lo incluye en un plan para ganar millones a través de las acciones de una aerolínea. Finalmente Fox se debate en un dilema entre su moralidad y el dinero, cuando Gekko decide desintegrar la aerolínea y dejar a todos sin trabajo.
En Wall Street, Sheen, además, compartió pantalla con su padre, quien tuvo un papel secundario pero de gran relevancia en la misma película, interpretando al padre del personaje de Charlie.
La película fue un éxito tanto de crítica como de taquilla, obteniendo numerosos premios, incluyendo un Óscar para Michael Douglas y generando solo en Estados Unidos casi 42 millones de dólares, cuando la película había costado 15 millones.

### Major League, otros proyectos y crisis personal
Aun cuando sus vicios eran devastadores para su vida personal, su carrera profesional continuó ascendiendo, siendo su siguiente paso el protagonizar la película Young Guns, junto a su hermano Emilio Estévez, Lou Diamond Phillips y Kiefer Sutherland. La película fue otro éxito para Charlie Sheen y fue seguido por otros proyectos igualmente exitosos como Eight Men Out, que le permitió reconciliarse con su antigua pasión, el béisbol, y que le valió nuevas aclamaciones por parte de la crítica. La posterior Major League, que también centraba su atención en el béisbol, se convirtió en una de las comedias más exitosas del año. Además también protagonizó otra comedia, Money Talks, la cual también obtuvo resultados satisfactorios.
Otros proyectos como Men at Work, donde trabajó una vez más con su hermano Emilio Estévez, gozaron también de un gran éxito tanto de la crítica como de taquilla, y Sheen continuó recibiendo nominaciones y premios.

### Spin Cityy «Dos hombres y medio»

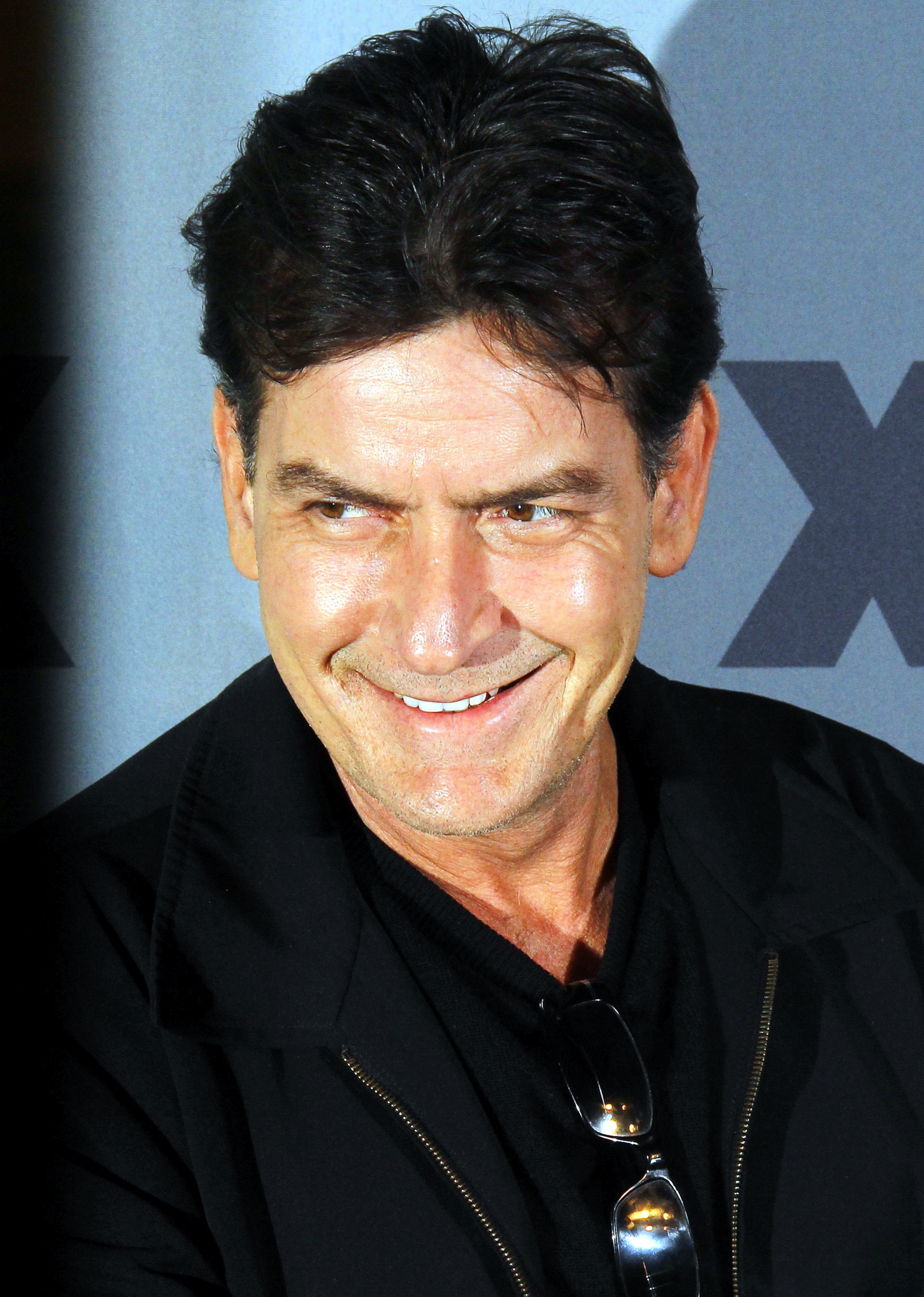
Sheen en 2012.

Charlie Sheen se encontraba en la salida de una de las más tormentosas etapas de su vida, todos los escándalos habían socavado su reputación y su carrera había llegado a un punto muerto. Ahora Charlie necesitaba una oportunidad para abrirse nuevamente las puertas de Hollywood. Esta llegó al cambiar de registro, del drama y la acción a la comedia, aceptando el papel principal en una parodia llamada Hot Shots!. La película fue un éxito, recaudando más de 141 millones de dólares, por lo cual se realizó una secuela, que fue Hot Shots! 2, también un éxito en la taquilla. Además, su actuación cómica en ambas fue elogiada por la crítica en general y le permitió dar un vuelco a su por entonces decadente carrera. Ahora Charlie regresaba a la primera línea, y se dedicó a trabajar para recuperar su antiguo estatus de «superestrella».
En 2000, hizo una audición para reemplazar a Michael J. Fox en la sitcom Spin City; una serie extremadamente famosa y en la cual la pieza central era el actor canadiense, y a su salida muchas personas, incluyendo a seguidores asiduos de la serie, sentenciaron la «muerte» de la serie. Fue entonces cuando Charlie Sheen se propone para el papel y la producción se toma en serio la propuesta, barajándose así el nombre de Sheen como uno de los candidatos más probables.
Finalmente, la producción anunció que Charlie Sheen iba a incorporarse a la serie con un nuevo personaje en sustitución de Michael J Fox. Al inicio todavía hubo escépticos, pero finalmente, con la primera aparición de Charlie en la serie, las dudas se despejaron; el episodio obtuvo buenas críticas y la serie se alzó entre las cinco más exitosas de los Estados Unidos, dándole también a Sheen un Globo de Oro.
Spin City llegó a la cima con Sheen, y para cuando terminó en 2002, Charlie ya tenía otros planes. 
En 2003, Sheen hizo una audición como Charlie Harper en la nueva sitcom de la CBS «Dos hombres y medio». El papel de Sheen en «Dos hombres y medio» estaba basado en su imagen de «chico malo». La serie se convirtió en un éxito automáticamente y Sheen retomó su posición de superestrella una vez más, además de comenzar a cobrar salarios millonarios, como 350.000 dólares por episodio a partir de la tercera temporada y unos 800.000 dólares en la quinta, y finalmente ya 1 millón de dólares por episodio en la séptima temporada.
La serie «Dos hombres y medio» también le brindó un número de reconocimientos, fama y premios solo comparable a su época con Wall Street y Platoon: nominado al Emmy, el People's Choice Award y el ALMA Award, entre muchos otros premios y nominaciones.
En 2003 también apareció en la comedia Scary Movie 3 que con un coste de 48 millones de dólares, logró recaudar más de 220 millones. En 2006 apareció en Scary Movie 4, que mantuvo el mismo nivel del éxito, recaudando 178 millones de dólares, cuando había costado 45 millones.

### Despido de Warner Bros.
La producción de «Dos hombres y medio» se interrumpió el 28 de enero de 2011, cuando Sheen se sometió a un programa de rehabilitación en su casa, su tercer intento de rehabilitación en 12 meses. Al mes siguiente, CBS canceló los cuatro episodios restantes de la temporada después de que Sheen hizo públicamente comentarios despectivos sobre el creador de la serie, Chuck Lorre, y Warner Bros. prohibió a Sheen entrar a su plató. Sheen, que ya era el actor mejor pagado de la televisión, respondió exigiendo públicamente un aumento del 50 por ciento, alegando que, en comparación con la cantidad que ganaba la serie, estaba «mal pagado».
CBS y Warner Bros. rescindieron el contrato de Sheen el 7 de marzo de 2011. Fue reemplazado por Ashton Kutcher. A raíz de su despido, Sheen siguió criticando a Chuck Lorre y presentó una demanda por despido improcedente contra Lorre y Warner Bros., que se resolvió el 26 de septiembre siguiente. Ese mismo mes, Sheen, al presentar un premio en los Primetime Emmy Awards, se dirigió a «todos aquí desde Dos hombres y medio» y declaró: «Desde el fondo de mi corazón, no les deseo nada más que lo mejor para esta próxima temporada. Pasamos ocho años maravillosos juntos y sé que continuarán haciendo muy buena televisión».

### Vuelta a la televisión
Después de que Sheen fuera despedido de la serie «Dos hombres y medio» por haber realizado comentarios negativos y haber ofendido al productor de la serie Chuck Lorre en 2011, tras estar nueve años dentro del elenco, Sheen regresó a la televisión con la sitcom Anger Management.

### Otros
El 19 de septiembre de 2011, Sheen fue invitado al show de Comedy Central Roast, el cual fue visto por 6'4 millones de personas, lo que lo convierte en el programa mejor calificado en Comedy Central hasta la fecha.
También ese año interpretó un papel en el vídeo musical de hip hop Steak & Mash Potatoes de Chain Swangaz con el hermano Marquis. El vídeo presenta a ambos raperos como empleados de comida rápida que hacen estragos mientras su jefe (Sheen) se ha ido.
En julio de 2018, Sheen realizó un vídeo musical junto al rapero Lil Pump, que se titula Drugs Addicts, y que cuenta con más de 100 millones de reproducciones.
En octubre de 2018, Sheen voló a Australia para su gira «Una noche con Charlie Sheen». Durante este tiempo filmó un anuncio para la compañía de servicios de automóviles Ultra Tune, que es la próxima entrega de su controvertida serie «Situaciones inesperadas», junto a Parnia Porsche, Laura Lydall, Tyana Hansen e Imogen Lovell.

### Otras empresas
En 2006, Sheen lanzó una línea de ropa para niños, llamada Sheen Kidz. En 2011, estableció un récord mundial Guinness para Twitter como el «Menor tiempo para llegar a 1 millón de seguidores» (sumando un promedio de 129.000 nuevos seguidores por día), así como el récord Guinness para «Actor de televisión mejor pagado por episodio» - Actual a 1'25 millones de $ mientras era parte del elenco de la comedia Dos hombres y medio. El 3 de marzo de 2011, firmó con la agencia de marketing Ad.ly, especializada en promociones de Twitter y Facebook.
El 10 de marzo de 2011, Sheen anunció una gira nacional, «Mi torpedo de verdad violento / La derrota no es una opción», que comenzó en Detroit el 2 de abril. La gira se agotó en 18 minutos, un récord de Ticketmaster. Sin embargo, el 1 de abril de 2011, Detroit Free Press presentó un artículo que declaraba al 30 de marzo que había más de 1000 boletos disponibles de un revendedor externo, algunos un 15% más baratos que los asientos más baratos vendidos en el Teatro Fox. El Huffington Post informó que se esperaba que Sheen ganara 1 millón de $ en 2011 por promociones de Twitter y 7 millones de $ por la gira por Norteamérica. Muchos de los que asistieron a la presentación del 2 de abril en Detroit lo encontraron decepcionante; la presentación posterior en Chicago, que contó con algunos ajustes, tuvo una recepción más positiva.
Sheen fue anunciado como la cara y socio de Nico Sheen, una línea de cigarrillos electrónicos desechables y productos relacionados.
El 13 de agosto de 2011, fue anfitrión de la 12.ª reunión anual de los Juggalos, un evento creado por el Insane Clown Posse. Recibió una reacción mixta de la audiencia, pero ha expresado su aprecio por la cultura describiéndose a sí mismo como un Juggalo más y vistiendo una gorra de béisbol con el logo de Psychopathic Records en público y durante las reuniones de producción para Anger Management.

## Vida personal

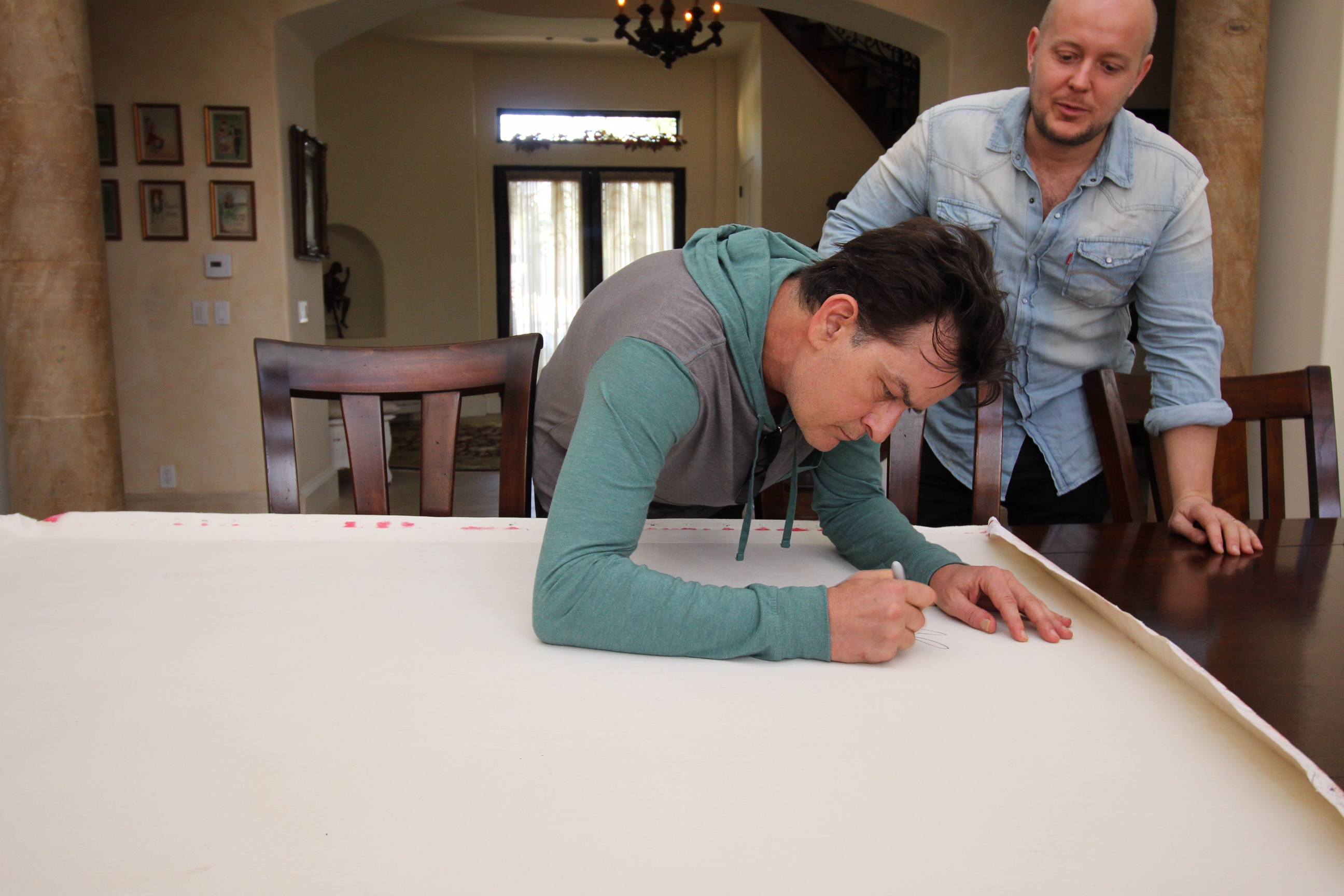
Charlie Sheen firmando su retrato.

El actor tiene un patrimonio neto estimado de 85 millones de dólares.
Sheen y su exnovia Paula Profit tuvieron una hija, Cassandra Jade Estévez (nacida el 12 de diciembre de 1984). Sheen y Profit nunca se casaron. En 1990, la novia de Sheen, Kelly Preston, se disparó accidentalmente en el brazo; una herida menor que necesitó dos puntos de sutura. La relación terminó poco después de eso.
En 1995 testificó en el juicio de Heidi Fleiss, donde se reveló que había gastado 50.000 dólares en prostitutas en 14 meses. Además, Jason Itzler, dueño del famoso servicio de chicas de compañía NY Confidential, declaró en marzo de 2008 que Sheen pagó 20.000 dólares por los servicios de dos prostitutas, una de las cuales fue Ashley Dupre, del escándalo de prostitución de Eliot Spitzer. Sheen negó todas las acusaciones.
Estuvo casado con Donna Peele desde el 3 de septiembre de 1995 al 19 de noviembre de 1996. Luego se casó con la actriz Denise Richards el 15 de junio de 2002. Con Richards tuvo dos hijas, Samanta J. Sheen (nacida el 9 de marzo de 2004) y Lola Rose Sheen (nacida el 1 de julio de 2005). En marzo, Richards solicitó el divorcio. Los dos se reconciliaron poco tiempo después. Aunque en enero de 2006, Richards continuó su proceso de divorcio.
Sheen y Richards tuvieron una dura disputa sobre la custodia de sus dos hijas pero hicieron las paces, y Sheen afirmó en abril de 2009 que “tuvimos que hacer lo que es mejor para las niñas”.
Año y medio después del divorcio entre Sheen y Richards, el 30 de mayo de 2008, Sheen se casó con Brooke Mueller (también conocida como Brooke Allen), una inversora inmobiliaria. Este fue el tercer matrimonio de Sheen y el primero de Mueller. Los gemelos de la pareja, Bob y Max, nacieron el 14 de marzo de 2009. A finales de ese mismo año Sheen fue arrestado por las autoridades de Colorado por una denuncia de maltrato doméstico mientras se hallaba en su residencia de Aspen, Colorado.
La serie 1000 maneras de morir rodó un capítulo en el que se da el caso de la muerte de un personaje llamado Harley Sheen, haciendo una clara referencia a él.
En noviembre de 2013, el actor inició una relación con la actriz porno Brett Rossi. En febrero de 2014 la pareja anunció su compromiso. En octubre de 2014 a través de un comunicado, Charlie Sheen anunció la finalización de su relación con Rossi, a pocas semanas de su boda, que se tenía prevista para el mes de noviembre.
El 17 de noviembre de 2015, Charlie Sheen confesó en The Dr. Oz Show que vive con VIH, teniendo conocimiento de su condición desde 2011. En su segunda entrevista en el programa del Dr. Oz, Sheen reveló haber sido diagnosticado por diferentes profesionales con bipolaridad, de la que nunca ha decidido tratarse. Poco más de a mediados de enero, se hizo pública una demanda en contra de él por parte de su exesposa, Denise Richards, con motivo del incumplimiento de la manutención de sus hijas. Paralelamente, a través de su representante legal, Richards denunció amenazas que habría estado lanzando Sheen en contra de ella y su familia.

### Antivacunación
Sheen se opone firmemente a las vacunas. Después de separarse de Denise Richards, envió un aviso legal al médico de sus hijas manifestando su falta de consentimiento para vacunarlas. La disputa por las vacunas parece haber jugado un papel importante en el fracaso del matrimonio. Richards dijo en una entrevista en 2008: "Cuando vacuné a Sam, él me acusó de envenenarla. Y supe cuando dijo eso que el matrimonio no iba a funcionar".

## Filmografía

### Cine
- Amanecer rojo (1984)
- The Boys Next Door (1985)
- Cuentos asombrosos - Ni un solo día en la playa (1985)
- Lucas (1986)
- Ferris Bueller's Day Off (1986)
- Platoon (1986)
- The Wraith (1986)
- Wall Street (1987)
- No Man's Land (1987)
- Three for the Road (1987)
- Never on Tuesday (1988)
- Eight Men Out (1988)
- Young Guns (1988)
- Major League (1989)
- Cadence (1990)
- Courage Mountain (1990)
- Men at Work (1990)
- Navy Seals (1990)
- The Rookie (1990)
- Hot Shots! (1991)
- Recuerdos que matan (1993)
- Deadfall (1993)
- Hot Shots! 2 (1993)
- Los tres mosqueteros (1993)
- Terminal Velocity (1994)
- The Chase (1994)
- Major League II (1994)
- Charlie Sheen’s Stunts Spectacular (1994)
- Frame by Frame (1996)
- Todos los perros van al cielo 2 (voz, 1996)
- The Arrival (1996)
- Money Talks (1997)
- Shadow Conspiracy (1997)
- Bad Day on the Block (1997)
- Post Mortem (1998)
- Free Money (1998)
- Five Aces (1999)
- Cómo ser John Malkovich (1999)
- Rated X (2000)
- Good Advice (2001)
- Scary Movie 3 (2003)
- Tales of Innocent Lives and Guilty Hearts (2005)
- Foodfight! (2012)
- A Glimpse Inside the Mind of Charles Swan III (2012)
- Machete Kills (2013)
- Mad Families (2017)
- 9/11 (2017)

### Televisión
- Friends (1996) (1 episodio)
- Spin City (2000 - 2002)
- Last Party 2000 (2001) (documental)
- The Making of Bret Michaels (2002) (documental)
- The Big Bounce (2004)
- Pauly Shore Is Dead (2004) (documental)
- The Big Bang Theory (2008) (1 episodio, cameo)
- CSI: Crime Scene Investigation (1 episodio, 2008)
- Two and a Half Men (2003-2011)
- Family Guy (2010) (1 episodio)
- Roast of Charlie Sheen (2011) (especial de Comedy Central Roast)
- Anger Management (2012)
- Saturday Night Live: Cut for Time (1 episodio) (2018)

## Premios y nominaciones

### Premios SAG
| Año  | Categoría                   | Trabajo nominado        | Resultado |
| ---- | --------------------------- | ----------------------- | --------- |
| 1999 | Premio SAG al Mejor Reparto | Cómo ser John Malkovich | Candidato |

### Globos de Oro
| Año  | Categoría                                                              | Trabajo nominado   | Resultado |
| ---- | ---------------------------------------------------------------------- | ------------------ | --------- |
| 2002 | Globo de Oro al mejor actor de serie de televisión - Comedia o musical | Spin City          | Ganador   |
| 2005 | Globo de Oro al mejor actor de serie de televisión - Comedia o musical | Two and a Half Men | Candidato |
| 2006 | Globo de Oro al mejor actor de serie de televisión - Comedia o musical | Two and a Half Men | Candidato |
| 2012 | Globo de Oro al mejor actor de serie de televisión - Comedia o musical | Anger Management   | Candidato |

### Premios Emmy
| Año  | Categoría                                        | Trabajo nominado   | Resultado |
| ---- | ------------------------------------------------ | ------------------ | --------- |
| 2006 | Primetime Emmy al mejor actor - Serie de comedia | Two and a Half Men | Candidato |
| 2007 | Primetime Emmy al mejor actor - Serie de comedia | Two and a Half Men | Candidato |
| 2008 | Primetime Emmy al mejor actor - Serie de comedia | Two and a Half Men | Candidato |
| 2009 | Primetime Emmy al mejor actor - Serie de comedia | Two and a Half Men | Candidato |
| 2012 | Primetime Emmy al mejor actor - Serie de comedia | Anger Management   | Candidato |